# Жуманов, Мураталы ажы
Мураталы ажы Жуманов (1 мая 1973 — 7 июля 2010) — исламский киргизский деятель. Верховный муфтий (глава) Духовного управления мусульман Кыргызстана в 2002—2010 годах.

## Биография
Родился 1 мая 1973 года в селе Ынтымак, входящем в Ноокатский район Ошской области. Окончил среднюю школу, в 1990-92 годах служил в армии. После возвращения со службы учился в медресе «Хазрети Усман», находящемся в городе Кызыл-Кия. Одновременно с учёбой работал в 1992-98 годах занимал должность заместителя казы Ошского областного Казыята. Помимо этого до 1996 года преподавал в медресе, был занимал должности имама и заместителя имама мечети. В 1997-98 годах учился в Российском исламском университете.
После этого работал в ДУМ Киргизии. В 1999—2000 годах занимал должность ответственного секретаря. В 2000-02 годах — первого заместителя муфтии. В 2003 году окончил юридический факультет Ошского государственного университета. С августа 2002 года по апрель 2010 года возглавлял ДУМ Киргизии.
После произошедшей в 2010 году в Киргизии революции 8 апреля по собственному желанию ушёл с поста муфтия. Его преемник Абдышукур Нурматов продержался менее две недель, также уйдя по собственному желанию.
В ночь с 20 на 21 апреля того же года Мураталы ажы Жуманов был похищен людьми, которые требовали у него один миллион долларов. Получив отказ, похитители отпустили бывшего муфтия, предварительно избив его. Последствия этого избиения могли стать одной из причин смерти Мураталы ажы Жуманова, скончавшегося менее чем через три недели после избиения.
Умер 7 июля 2010 года в Бишкеке. Похоронен на следующий день в родном селе. У бывшего муфтия осталось четверо детей — сын и три дочери.
Написал две книги об исламе. Обвинялся противниками в нарушении норм шариата, неверном толковании даты празднования Курман айта, а также отказе «считаться с мнением мировых исламских учёных и прихожан мечетей Бишкека».